# Nati nel 1948/Aprile
| Questa pagina contiene informazioni ricavate automaticamente dalle voci biografiche con l'ausilio del template Bio e di un bot. L'aggiornamento è periodico e automatico e ricostruisce completamente la pagina. Se manca una persona in questa lista, sei pregato di non aggiungerla, ma accertati piuttosto che la sua voce biografica contenga il template Bio e che i dati anagrafici siano correttamente compilati. Se il template Bio manca, inseriscilo tu stesso o, in alternativa, metti l'avviso {{tmp\|Bio}} che ne segnala la mancanza. Se i dati riportati sono sbagliati, correggi direttamente la voce biografica; le modifiche saranno visibili in questa lista entro pochi giorni. Per chiarimenti vedi il progetto biografie. La lista contiene solo le 248 persone che sono citate nell'enciclopedia e per le quali è stato implementato correttamente il template Bio. Pagina aggiornata al 18 ago 2025. |

- 1º aprile - Hélé Béji, scrittrice tunisina
- 1º aprile - Dai Davies, calciatore gallese († 2021)
- 1º aprile - Andrea Feldman, attrice statunitense († 1972)
- 1º aprile - Wolde-Emmanuel Fesseha, ex calciatore etiope
- 1º aprile - Michail Gerškovič, allenatore di calcio e ex calciatore sovietico
- 1º aprile - Gudo Hoegel, attore e doppiatore tedesco
- 1º aprile - Javier Irureta, allenatore di calcio e ex calciatore spagnolo
- 1º aprile - Nacer Khemir, regista, sceneggiatore e poeta tunisino
- 1º aprile - Sebastiano Maffettone, filosofo italiano
- 1º aprile - Saverio Marconi, attore e regista teatrale italiano
- 1º aprile - Pat Ramsey, cestista e allenatrice di pallacanestro statunitense († 2019)
- 1º aprile - Piero Spinelli, ex ciclista su strada e ciclocrossista italiano
- 1º aprile - Thomas Joseph Tobin, vescovo cattolico statunitense
- 1º aprile - Veikko Vainio, ex cestista finlandese
- 1º aprile - J.J. Williams, rugbista a 15 gallese († 2020)
- 1º aprile - Nadia Zyncenko, meteorologa argentina
- 2 aprile - Pasqualino Abeti, velocista italiano († 2024)
- 2 aprile - Joseph Fargis, cavaliere statunitense
- 2 aprile - Francisco Fariñas, ex calciatore cubano
- 2 aprile - Roy Gerela, ex giocatore di football americano canadese
- 2 aprile - Gabriel Kicsid, ex pallamanista rumeno
- 2 aprile - Bob Lienhard, cestista statunitense († 2018)
- 2 aprile - Jim McDaniels, cestista statunitense († 2017)
- 2 aprile - Jennifer Rowe, scrittrice australiana
- 2 aprile - Joan D. Vinge, autrice di fantascienza statunitense
- 3 aprile - Boris Berman, pianista e docente russo
- 3 aprile - Ricardo Cinalli, pittore argentino
- 3 aprile - Francesco Saverio Garaguso, giornalista italiano
- 3 aprile - Mary Gordon-Watson, cavallerizza britannica
- 3 aprile - Jaap de Hoop Scheffer, politico olandese
- 3 aprile - Alessandro Kokocinski, pittore, scultore e scenografo italiano († 2017)
- 3 aprile - Gerd Lochmann, pesista tedesco († 2022)
- 3 aprile - Andrej Razumovskij, regista sovietico († 2013)
- 3 aprile - Carlos Salinas, politico messicano
- 3 aprile - Hans-Georg Schwarzenbeck, ex calciatore tedesco
- 4 aprile - Asle Arntsen, calciatore norvegese († 2024)
- 4 aprile - Lalla Castellano, cantante e flautista italiana
- 4 aprile - Billie Hughes, cantante, musicista e produttore discografico statunitense († 1998)
- 4 aprile - Struan Stevenson, politico scozzese
- 4 aprile - Hossein Kazerani, ex calciatore iraniano
- 4 aprile - Jila Mossaed, poetessa e scrittrice iraniana
- 4 aprile - Berry Oakley, bassista e cantante statunitense († 1972)
- 4 aprile - Abdullah Öcalan, politico curdo
- 4 aprile - Werner Roth, ex calciatore statunitense
- 4 aprile - Dan Simmons, scrittore e autore di fantascienza statunitense
- 4 aprile - Bunny Sterling, pugile giamaicano († 2018)
- 4 aprile - Avi Toledano, cantautore israeliano
- 4 aprile - Walter Tresch, ex sciatore alpino svizzero
- 4 aprile - Dragiša Vučinić, ex cestista, allenatore di pallacanestro e dirigente sportivo jugoslavo
- 4 aprile - Pick Withers, batterista britannico
- 5 aprile - Pierre-Albert Chapuisat, allenatore di calcio e ex calciatore svizzero
- 5 aprile - Dave Holland, batterista britannico († 2018)
- 5 aprile - Roy McFarland, ex calciatore e allenatore di calcio inglese
- 5 aprile - Dano Raffanti, tenore italiano
- 5 aprile - Tito Tomassini, maestro di scherma italiano
- 6 aprile - Patrika Darbo, attrice statunitense
- 6 aprile - Philippe Garrel, regista e attore francese
- 6 aprile - Lajos Grendel, scrittore ungherese († 2018)
- 6 aprile - Jo Leinen, politico tedesco
- 6 aprile - Antonio Modeo, mafioso italiano († 1990)
- 6 aprile - Esterino Montino, politico italiano
- 6 aprile - Vítězslav Mácha, lottatore cecoslovacco († 2023)
- 6 aprile - Paolo Polzot, ex cestista italiano
- 6 aprile - Charles Rouxel, ex ciclista su strada francese
- 7 aprile - Pietro Anastasi, calciatore italiano († 2020)
- 7 aprile - Ecaterina Andronescu, politica e ingegnere rumena
- 7 aprile - René Le Lamer, allenatore di calcio e ex calciatore francese
- 7 aprile - Bruno Massa, biologo, entomologo e ornitologo italiano
- 7 aprile - John Oates, cantante, chitarrista e produttore discografico statunitense
- 7 aprile - Paul Raci, attore statunitense
- 7 aprile - Arnie Robinson, lunghista statunitense († 2020)
- 7 aprile - Klaus Roeder, musicista tedesco
- 7 aprile - Carol Douglas, cantante statunitense
- 7 aprile - Dallas Taylor, batterista statunitense († 2015)
- 8 aprile - Ada Bakker, ex tennista olandese
- 8 aprile - Eva Heller, scrittrice e sociologa tedesca († 2008)
- 8 aprile - Danuta Hübner, economista e politica polacca
- 8 aprile - Larry Mikan, ex cestista statunitense
- 8 aprile - Angela Pellicciari, saggista e storica italiana
- 8 aprile - Walter Planckaert, dirigente sportivo e ex ciclista su strada belga
- 9 aprile - Claudio Ambrosini, compositore italiano
- 9 aprile - Jaya Bachchan, attrice indiana
- 9 aprile - Guillermo Botero, politico, diplomatico e imprenditore colombiano
- 9 aprile - Bernard-Marie Koltès, drammaturgo e regista francese († 1989)
- 9 aprile - Sergej Nikolaevič Lebedev, generale e politico russo
- 9 aprile - Karl Minor, ex calciatore australiano
- 9 aprile - Michel Parizeau, allenatore di hockey su ghiaccio e ex hockeista su ghiaccio canadese
- 9 aprile - Patty Pravo, cantante italiana
- 9 aprile - Lionel Rose, pugile e cantante australiano († 2011)
- 9 aprile - António Bagão Félix, politico portoghese
- 10 aprile - Cvetan Atanasov, ex calciatore bulgaro
- 10 aprile - Mel Blount, ex giocatore di football americano statunitense
- 10 aprile - Bernd Clüver, cantante tedesco († 2011)
- 10 aprile - Gianandrea Gazzola, artista, designer e scenografo italiano
- 10 aprile - Aldo Grasso, critico televisivo italiano
- 10 aprile - İsgəndər Həmidov, politico azero († 2020)
- 10 aprile - Giorgio Kutufà, politico italiano († 2020)
- 10 aprile - Angelo Nicotra, doppiatore, direttore del doppiaggio e attore italiano († 2024)
- 10 aprile - Igor Novák, calciatore cecoslovacco († 2006)
- 10 aprile - Junko Sawamatsu, ex tennista giapponese
- 10 aprile - Ronnie Schembri, ex calciatore maltese
- 10 aprile - Fred Smith, bassista statunitense
- 10 aprile - Tom Spencer, politico britannico († 2023)
- 10 aprile - Renzo Zenobi, cantautore e paroliere italiano
- 11 aprile - Massimo D'Antona, giurista italiano († 1999)
- 11 aprile - Salvatore Di Somma, dirigente sportivo, allenatore di calcio e ex calciatore italiano
- 11 aprile - Gianpaolo Iaselli, politico italiano
- 11 aprile - Georgij Jarcev, allenatore di calcio e calciatore sovietico († 2022)
- 11 aprile - Jany Temime, costumista francese
- 12 aprile - Claude Baker, compositore statunitense
- 12 aprile - Mariella Devia, soprano italiano
- 12 aprile - Joschka Fischer, politico tedesco
- 12 aprile - Pasquale Lamorte, politico italiano
- 12 aprile - Marcello Lippi, ex calciatore e allenatore di calcio italiano
- 12 aprile - Marco Melani, critico cinematografico italiano († 1996)
- 12 aprile - Massimo Mori, storico della filosofia italiano
- 12 aprile - Dave Scholz, cestista statunitense († 2015)
- 12 aprile - Oliver Stapleton, direttore della fotografia britannico
- 12 aprile - Paolo Turco, attore, doppiatore e direttore del doppiaggio italiano († 2022)
- 12 aprile - Enrico De Angelis, giornalista italiano
- 13 aprile - Raffaele Curi, attore, regista e drammaturgo italiano
- 13 aprile - Luigi D'Agrò, politico italiano
- 13 aprile - Tony Dyson, effettista britannico († 2016)
- 13 aprile - Michael Hammer, ingegnere statunitense († 2008)
- 13 aprile - Nigel Horton, rugbista a 15 e allenatore di rugby a 15 britannico
- 13 aprile - Drago Jančar, scrittore e saggista sloveno
- 13 aprile - Amy Robinson, attrice e produttrice cinematografica statunitense
- 13 aprile - Ron Thorsen, cestista statunitense († 2004)
- 13 aprile - Michail Šufutinskij, cantautore e produttore discografico russo
- 14 aprile - Keith Baker, batterista britannico
- 14 aprile - Berry Berenson, modella, attrice e fotografa statunitense († 2001)
- 14 aprile - Paolo Bodini, politico italiano
- 14 aprile - Frithjof Gjermundsen, ex calciatore norvegese
- 14 aprile - Carmine Mancuso, politico e poliziotto italiano
- 14 aprile - Zelico Petrovic, ex calciatore jugoslavo
- 14 aprile - Mauro Salizzoni, medico e politico italiano
- 14 aprile - Mario Toffetti, artista italiano († 2013)
- 14 aprile - Sukehiro Tomita, sceneggiatore giapponese
- 14 aprile - Claude Vivier, compositore canadese († 1983)
- 14 aprile - Turki bin Nasser Al Sa'ud, principe, militare e imprenditore saudita († 2021)
- 15 aprile - Franco Battisodo, ex calciatore italiano
- 15 aprile - Giovanni Di Clemente, produttore cinematografico italiano († 2018)
- 15 aprile - Michael Kamen, compositore, musicista e direttore d'orchestra statunitense († 2003)
- 15 aprile - Phil Mogg, cantante britannico
- 15 aprile - Werner Otto, ex pistard tedesco
- 15 aprile - Maria Grazia Siliquini, politica e avvocata italiana
- 16 aprile - Giovanni Consorte, dirigente d'azienda italiano
- 16 aprile - Janina Faye, attrice britannica
- 16 aprile - John Fitzgerald, ex giocatore di football americano statunitense
- 16 aprile - Pino Grimaldi, designer e fotografo italiano († 2020)
- 16 aprile - Silvana Lenzu, ex cestista italiana
- 16 aprile - Enver Marić, ex calciatore jugoslavo
- 16 aprile - Laura Mirachian, diplomatica italiana
- 16 aprile - Gianni Savio, dirigente sportivo italiano († 2024)
- 16 aprile - Kazuyuki Sogabe, attore e doppiatore giapponese († 2006)
- 17 aprile - Jacek Bierkowski, ex schermidore polacco
- 17 aprile - John Gray, filosofo inglese
- 17 aprile - Jan Hammer, tastierista e compositore ceco
- 17 aprile - Geoff Petrie, ex cestista e dirigente sportivo statunitense
- 17 aprile - Algirdas Saudargas, politico lituano
- 17 aprile - Pekka Vasala, ex mezzofondista finlandese
- 18 aprile - Halina Balon, ex schermitrice polacca
- 18 aprile - Luisella Berrino, conduttrice radiofonica e conduttrice televisiva italiana
- 18 aprile - Sid Catlett, cestista statunitense († 2017)
- 18 aprile - Pasquale Costanzo, giurista italiano († 2025)
- 18 aprile - Kevin Finnegan, pugile britannico († 2008)
- 18 aprile - Jesper Juul, psicoterapeuta danese († 2019)
- 18 aprile - Catherine Malfitano, soprano statunitense
- 18 aprile - Jana Robbins, attrice, sceneggiatrice e produttrice teatrale statunitense
- 18 aprile - Rudolf Tajcnár, hockeista su ghiaccio slovacco († 2005)
- 18 aprile - Bianca Tosatti, critica d'arte italiana
- 18 aprile - Gaetano Tosto, ex sollevatore italiano
- 19 aprile - William G. Boykin, generale statunitense
- 19 aprile - Magaly Castro Egui, modella venezuelana
- 19 aprile - Maye Musk, imprenditrice e modella canadese
- 19 aprile - Attilio Romero, dirigente sportivo e dirigente d'azienda italiano
- 19 aprile - Andrew Scheinman, produttore cinematografico, sceneggiatore e regista statunitense
- 20 aprile - Renato Brioschi, cantautore e compositore italiano
- 20 aprile - Gheorge Danielov, canoista rumeno († 2017)
- 20 aprile - Gregory Itzin, attore statunitense († 2022)
- 20 aprile - Silvano Martello, ingegnere italiano
- 20 aprile - Paul Milgrom, economista statunitense
- 20 aprile - Alfio Molina, ex hockeista su ghiaccio svizzero
- 20 aprile - Enzo Moscato, drammaturgo, regista e attore italiano († 2024)
- 20 aprile - Juan Ramón Martínez, calciatore salvadoregno († 2024)
- 20 aprile - Adolf Lu Hitler Marak, politico indiano
- 21 aprile - Gary Condit, politico statunitense
- 21 aprile - Paul Davis, cantautore, pianista e tastierista statunitense († 2008)
- 21 aprile - Pamela Eldred, modella statunitense († 2022)
- 21 aprile - Dieter Fromm, ex mezzofondista tedesco
- 21 aprile - Takao Koyama, sceneggiatore giapponese
- 21 aprile - Gino Strada, medico, attivista e filantropo italiano († 2021)
- 22 aprile - George Abela, politico e dirigente sportivo maltese
- 22 aprile - Giampiero Ceccarelli, allenatore di calcio e ex calciatore italiano
- 22 aprile - Marva Jan Marrow, cantautrice statunitense
- 22 aprile - John McMillen, cestista e allenatore di pallacanestro statunitense († 2010)
- 22 aprile - Sergio Pacelli, drammaturgo e regista cinematografico italiano († 2007)
- 22 aprile - Paquita Torres, modella e attrice spagnola
- 23 aprile - Ilario Antoniazzi, arcivescovo cattolico italiano
- 23 aprile - Annamaria Bernardini de Pace, avvocata, saggista e giornalista italiana
- 23 aprile - David Cross, violinista britannico
- 23 aprile - Gustavo De Simone, ex calciatore uruguaiano
- 23 aprile - Vito Gruosso, politico e sindacalista italiano
- 23 aprile - Charles R. Johnson, scrittore statunitense
- 23 aprile - Julie, cantante italiana
- 23 aprile - Vladimir Korotkov, tennista sovietico († 2025)
- 23 aprile - Pascal Quignard, scrittore e saggista francese
- 24 aprile - Larry Baker, vibrafonista, polistrumentista e compositore statunitense
- 24 aprile - Brigantony, cantautore italiano († 2022)
- 24 aprile - Paul Cellucci, politico e diplomatico statunitense († 2013)
- 24 aprile - Guido Guglielmi, chirurgo italiano
- 24 aprile - Louis Pace, ex calciatore maltese
- 24 aprile - István Szívós, pallanuotista ungherese († 2019)
- 25 aprile - Alberto Bucci, allenatore di pallacanestro italiano († 2019)
- 25 aprile - Giampiero D'Angiulli, ex calciatore italiano
- 25 aprile - Grady O'Malley, ex cestista statunitense
- 25 aprile - Freda Foh Shen, attrice statunitense
- 26 aprile - Josef Bierbichler, attore, regista e sceneggiatore tedesco
- 26 aprile - Michele Galante, politico italiano
- 26 aprile - Georges Goven, allenatore di tennis e ex tennista francese
- 26 aprile - Giuseppe Massa, calciatore italiano († 2017)
- 26 aprile - Michele Traversa, politico e sindacalista italiano († 2025)
- 27 aprile - Frank Abagnale, truffatore e falsario statunitense
- 27 aprile - Gilles Baudry, poeta e religioso francese
- 27 aprile - Grazia Coccia, giornalista italiana
- 27 aprile - Yves Courage, ex pilota automobilistico, dirigente sportivo e progettista francese
- 27 aprile - Adriana De Guilmi, attrice italiana († 2015)
- 27 aprile - Hans van Helden, ex pattinatore di velocità su ghiaccio olandese
- 27 aprile - Josef Hickersberger, allenatore di calcio e ex calciatore austriaco
- 27 aprile - Raphaël Dabiré Kusiélé, vescovo cattolico burkinabè
- 27 aprile - Kate Pierson, cantante e polistrumentista statunitense
- 28 aprile - Dorothée Berryman, attrice e conduttrice radiofonica canadese
- 28 aprile - Terry Pratchett, scrittore britannico († 2015)
- 28 aprile - Mike Renshaw, calciatore e allenatore di calcio inglese († 2021)
- 28 aprile - Marcia Strassman, attrice statunitense († 2014)
- 29 aprile - Reb Brown, attore statunitense
- 29 aprile - Luca Giannini, allenatore di calcio e ex calciatore italiano
- 29 aprile - Guto Graça Mello, compositore, produttore discografico e direttore artistico brasiliano
- 29 aprile - Michael Karoli, chitarrista, violinista e compositore tedesco († 2001)
- 29 aprile - Lance Poulsen, ex sciatore alpino statunitense
- 30 aprile - Perry King, attore statunitense
- 30 aprile - Wayne Kramer, musicista e chitarrista statunitense († 2024)
- 30 aprile - Francesco La Rocca, bibliotecario italiano († 1993)
- 30 aprile - Henry McCully, ex calciatore scozzese
- 30 aprile - Margit Papp, ex multiplista e ex lunghista ungherese
- 30 aprile - Roberto Pessi, giurista e dirigente sportivo italiano
- 30 aprile - Roger Ridley, cantante e chitarrista statunitense († 2005)
- 30 aprile - Robert Tarjan, informatico statunitense